# Обь-Енисейский канал
Обь-Енисейский канал (Кеть-Касский канал, Обь-Енисейский соединительный водный путь) — заброшенный судоходный канал, использовавшийся с конца XIX века до середины XX века. Был построен в пределах нынешних Томской области и Красноярского края, соединяя бассейны Оби и Енисея.

## История

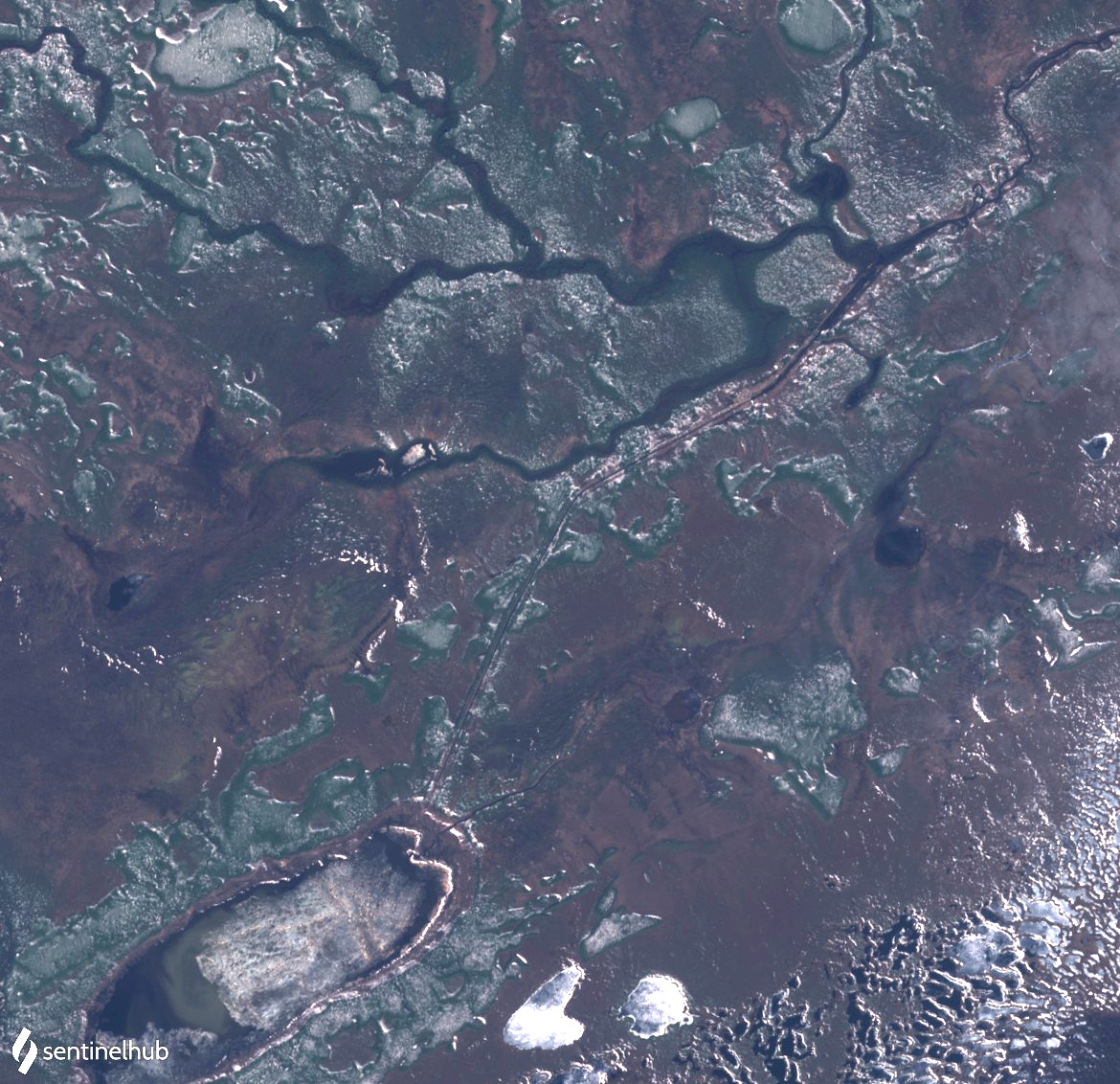
Часть Обь-Енисейского канала на спутниковом снимке Sentinel-2 (май 2019)

В конце XVIII века купцы искали эффективную альтернативу Екатерининскому тракту, который в осенне-весеннюю распутицу становился практически непроезжим. Такой альтернативой мог стать водный речной путь. С 17 века были хорошо известны два пути в Енисей — через Мангазею и через Кетский острог и Маковский острог по Маковскому волоку. Был также малоизвестный путь волоком между верховьями рек Кеть и Кас.
В 1797 году возникло предложение связать речные системы Оби и Енисея. В 1810—1814 годах посылались партии инженеров для исследования различных направлений соединительного пути, но, ввиду многих неудобств и дороговизны сооружений, все эти проекты были отклонены.
В поиске пути из Оби в Енисей купец второй гильдии П. Е. Фунтусов в начале июня 1873 года снарядил экспедицию и, стартовав из села Маконского на реке Кеть, проплыл на лодке из Оби в Енисей — 14 июня его лодка прибыла в Енисейск.
В том же 1873 году Фунтусов ассигновал 8000 рублей для инженерного исследования осмотренного им направления с целью устройства судоходного канала. В 1875 году капитан-лейтенант Сидснер осмотрел этот путь и описал его. В 1878 году на средства золотопромышленника Александра Сибирякова была вновь послана экспедиция под начальством барона Б. А. Аминова.
В 1883 году началось строительство канала под руководством барона Аминова. Канал первоначально строили исходя из возможности его использования судами длиной 43 м, шириной 7 м и осадкой 1,2 м. Но довольно быстро проект изменили в сторону уменьшения — для пользования судами длиной 21 м, шириной 6,4 м и осадкой 0,9 м. На канале было построено 12 шлюзов. Первое судно прошло по каналу в 1887 году, а в 1891 году было официально объявлено о завершении первого этапа строительства и открытии канала для плавания небольших судов. Канал и реки у его входов мелководные, осадка судов вне половодья не должна была превышать 1 м. Большую часть навигации по нему могли пройти суда водоизмещением до 500 пудов (8 тонн), а в половодье — до 5000 пудов (80 тонн).
Согласно плану, сооружение канала должно было быть закончено за пять лет, но на практике оно заняло пятнадцать.
За время строительства произошло обновление флота на Оби — существенно увеличились габариты и тоннаж судов. Канал не смог пропускать наиболее часто встречающиеся баржи. Для обеспечения их прохода нужно было строить новые шлюзы и расширять старые, для чего требовалось ещё несколько миллионов рублей, однако, ввиду постройки Сибирской железной дороги, дальнейшие работы были приостановлены. Во время строительства канала были сделаны многочисленные археологические находки, свидетельствующие о том что люди селились на берегах сибирских рек более 6 тыс. лет назад.
Хотя канал потерял своё значение, он оставался казённым предприятием, на нём работал персонал, жили семьи и работала школа.
Из-за русско-японской войны железные дороги в Сибири оказались перегружены, и часть грузов доставлялась судами. По каналу в 1905 году проведены рекордные для него 50000 пудов грузов, в том числе рельсы для строительства второго пути Транссиба в районе Иркутска. В 1911 году на основе опыта эксплуатации транспорта в военное время было принято решение о расширении канала, но из-за начавшейся Первой мировой войны работы были отложены. В 1918 году белогвардейцы попытались пройти на речных судах по каналу до Енисея, но шлюзы оказались слишком узкими, тогда они разрушили и шлюзы, и дорогу, идущую вдоль канала.
В первые годы советской власти управление канала было ликвидировано, персонал переведен на другие пристани на Оби, канал заброшен.
В 1942 году по каналу провели из Енисея в Обь колёсные пароходы «Капитан», «Пограничник», «Механик» и катер «Газоход-24», при этом пришлось частично разбирать как канал, так и суда.

## Описание канала
Общая длина Обь-Енисейского канала — 217 км.
Трасса канала: река Кеть, река Озёрная (16 км), река Ломоватая (39 км), река Язевая (35 км), озеро Большое (Водораздельное) (5 км), ручей Казанцевский (по его руслу прокопан канал длиной 7,8 км), река Малый Кас (70 км), река Большой Кас (197 км).
Началом соединительной системы служит река Озёрная, впадающая справа в реку Кеть, в 587 км от её впадения в Обь, по её южному, Тогурскому рукаву. Озёрная входит в систему канала на 15 км своего течения, затем канал направляется по её притоку, реке Ломоватой, на протяжении 50 км, из неё направляется по её мелководному притоку, речке Язевой, до её истока из Водораздельного озера, на протяжении 34 км.
Водораздельное озеро 5 км в длину, 700 м в ширину и 1—1,5 м глубины. От этого озера до реки Малый Кас прокопан на волоке канал длиной 8 км, при ширине по дну 10 м, глубиной до 2 м, входящий в реку Малый Кас, и по ней на 95 км; средняя глубина этой речки на фарватере была до 130 см, расход воды в секунду всего 9 м³.
Малый Кас впадает в Большой Кас, который в 213 км далее вливается в Енисей.
На протяжении почти 217 км канал проходит по мелководным, извилистым и маловодным речкам и, по проекту, потребовал бы устройства 29 шлюзов и канализации всех вышесказанных речек, а также, отчасти, спрямления, углубления и расчистки Малого Каса. Местность, где проходит Обско-Енисейская система — глухая, необитаемая тайга, болотистая и каменистая, лишённая всяких удобств для заселения.
Ныне канал заброшен, местное население составляют староверы-беспоповцы, переселившиеся в эти места в 1930-е годы, уходя от преследований советской власти. Время от времени канал используется туристами-водниками.

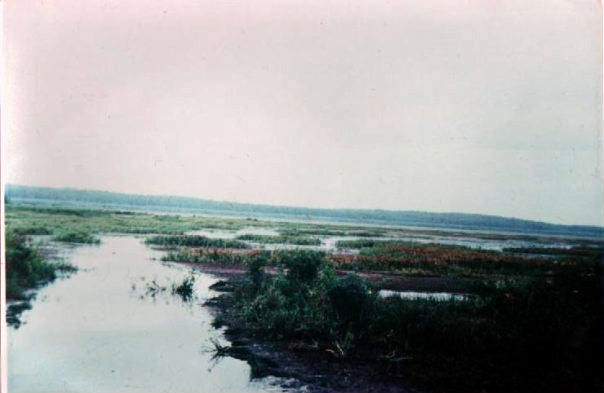
Обь-Енисейский водный путь, оз. Большое (Водораздельное), август 1994 года
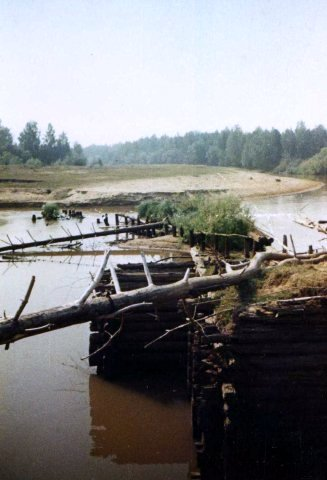
Обь-Енисейский водный путь, остатки Александровского шлюза, август 1994 года
Схема канала

## В культуре
В 1990 году Красноярское телевидение сняло фильм «Заброшенный канал».
В 2012 году съемочная группа ГТРК «Красноярск» совершила экспедицию по Обь-Енисейскому каналу. Итогом путешествия стал документальный фильм «Копь», который вошёл в цикл «7 чудес Красноярского края».
В 2017 году по материалам экспедиции НИИВТ 1987 года А. В. Дубинец снял документальный фильм «Обь-Енисейский канал. Несбывшаяся мечта».
В романе Сергея Алексеева «Крамола» 1990—1991 годов описан бой красноармейцев с отрядом Олиферова колчаковской армии, произошедший на берегу Обь-Енисейского канала.